# Seznam belgijskih kardinalov
Seznam belgijskih kardinalov.

## A
- Albert de Louvain

## C
- Joseph Cardijn
- Guillaume III. de Croÿ

## D
- Godfried Danneels
- Victor-Auguste Dechamps
- Jozef De Kesel

## F
- Jean-Henri de Frankenberg
- Maximilien de Fürstenberg

## G
- Johannes van Goes
- Pierre-Lambert Goossens
- Antoine Perrenot de Granvelle
- Gérard de Groesbeek
- Gérard de Namur

## H
- Jean Jérôme Hamer
- Thomas Philip Wallrad d'Alsace-Boussut de Chimay

## J
- Gustaaf Joos
- Johann Theodor Herzog von Bayern (Jean-Théodore de Bavière)

## M
- Érard de La Marck
- Dominique Joseph Mathieu (Iran)
- Désiré-Joseph Mercier

## R
- Julien Ries

## S
- Jan-Pieter Schotte
- Simon de Limbourg
- Johannes Walter Sluse
- Engelbert Sterckx
- Léon-Joseph Suenens

## V
- Lucas Van Looy (odklonil imenovanje)
- Joseph-Ernest Van Roey